# ISA World Surfing Games 2019
Die ISA World Surfing Games 2019 wurden vom 7. bis 15. September in der japanischen Stadt Miyazaki ausgetragen. Der Wettbewerb wurde von der International Surfing Association organisiert.

## Medaillengewinner
| Disziplin   | Gold                                                                                                 | Silber | Bronze                                                                                  |
| ----------- | --- | --- | --------------------------------------------------------------------------------------- |
| Männer      | Italo Ferreira                                                                                       | Kolohe Andino                                                                                              | Gabriel Medina                                                                          |
| Frauen      | Sofía Mulánovich                                                                                     | Silvana Lima                                                                                               | Bianca Buitendag                                                                        |
| Team Punkte | Brasilien Italo Ferreira Gabriel Medina Filipe Toledo Tainá Hinckel Silvana Lima Tatiana Weston-Webb | Vereinigte Staaten Kolohe Andino Conner Coffin Kelly Slater Courtney Conlogue Caroline Marks Carissa Moore | Japan Kanoa Igarashi Shun Murakami Hiroto Ohhara Mahina Maeda Shino Matsuda Sara Wakita |
| Aloha Cup   | Australien                                                                                           | Südafrika                                                                                                  | Vereinigte Staaten                                                                      |

## Medaillenspiegel
| Rang   | Sportart           | Gold | Silber | Bronze | Gesamt |
| ------ | ------------------ | ---- | ------ | ------ | ------ |
| 1      | Brasilien          | 2    | 1      | 1      | 4      |
| 2      | Australien         | 1    | —      | —      | 1      |
| 2      | Peru               | 1    | —      | —      | 1      |
| 3      | Vereinigte Staaten | —    | 2      | 1      | 3      |
| 4      | Südafrika          | —    | 1      | 1      | 2      |
| 5      | Japan              | —    | —      | 1      | 1      |
| Gesamt | Gesamt             | 4    | 4      | 4      | 4      |